# Монохроматор

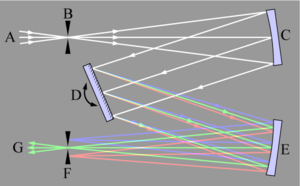
Схема монохроматора Черни-Тернера, в якій для розкладу світла в спектр використовується дифракційна ґратка, позначена D

Монохроматор — прилад, призначений для отримання монохроматичних плоских хвиль.
Оптичні монохроматори виділяють хвилі певної частоти із неперервного спектру. Для виділення монохроматичної хвилі світло розкладають у спектр за допомогою призми або дифракційної ґратки і пропускають через тонку щілину, яка відбирає промені певної частоти.
Аналогічним чином, електронні монохроматори дозволяють отримати пучки електронів із певною енергією.
Монохроматори використовуються у спектроскопії.